# Air & Space Forces Association
L'Air & Space Forces Association (AFA) est une association indépendante et à but non lucratif américaine fondée le 4 février 1946. Basée à Arlington, en Virginie, elle fait la promotion de l'aérospatiale américaine.
L'AFA publie l'Air Force Magazine et le Daily Report. Elle dirige également le Mitchell Institute for Aerospace Studies et mène des activités de réseautage social et de sensibilisation du public (via des conférences par exemple). Elle parraine également des séminaires de développement professionnel et dispose d'un programme de bourses d'études.
Elle compte de nombreux vétérans dans ses membres.